# Sumiswald
Sumiswald és un municipi del cantó de Berna (Suïssa), situat a l'antic districte de Trachselwald i des de 2010 al Districte administratiu d'Emmental.